# On the Outside
On the Outside es el tercer álbum de estudio de la banda británica Starsailor. Salió al mercado en octubre de 2005. Fue precedido por su primer sencillo "In the Crossfire" en octubre de 3 de 2005 en Inglaterra y representa un giro musical para la banda a un estilo más serio con sonidos más fuertes. En UK ha sido certificado como disco de Plata. 

## Canciones
1. "In the Crossfire"
2. "Counterfeit Life"
3. "In My Blood"
4. "Faith Hope Love"
5. "I Don’t Know"
6. "Way Back Home"
7. "Keep Us Together"
8. "Get Out While You Can"
9. " This Time"
10. "White Light"
11. "Jeremiah"

## Rendimiento en las listas musicales
| País        | Lista musical                   | Certificaciones | Posición más alta |
| ----------- | ------------------------------- | --------------- | ----------------- |
| Bélgica     | Belgian Albums Chart (Flanders) | -               | 24                |
| Reino Unido | Top 75 Albums                   | Disco de Plata  | 13                |
| Suiza       | Swiss Albums Top 100            | -               | 25                |
| Austria     | Austria Albums Top 75           | -               | 60                |
| Austria     | Austria Albums Top 75           | -               | 33                |
| Alemania    | Dutch Albums Top 100            | -               | 56                |
| Francia     | France Albums Top 150           | -               | 111               |

- Datos: Q3352326